# NGC Medical-OTC Industria Porte
L'equip NGC Medical-OTC Industria Porte, conegut anteriorment com a OTC Doors-Lauretana, va ser un equip ciclista professional suís d'origen italià, que competí de 2006 a 2008. El 2006 tenia de categoria continental i l'any següent va pujar a continental professional.
Va desaparèixer al fusionar-se amb l'equip A-Style Somn.

## Principals resultats
- Memorial Marco Pantani: Enrico Rossi (2008)
- Tour del Jura: Massimiliano Maisto (2008)

### A les grans voltes
- Giro d'Itàlia
  - 0 participacions

- Tour de França
  - 0 participacions

- Volta a Espanya
  - 0 participacions

## Classificacions UCI
L'equip participa en les proves dels circuits continentals i principalment en les curses del calendari de l'UCI Europa Tour.
UCI Àsia Tour
| Temporada | Classificació per equips | Millor ciclista en la classificació individual |
| --------- | ------------------------ | ---------------------------------------------- |
| 2007      | 33è                      | Enrico Rossi (108è)                            |
| 2008      | 25è                      | Volodymyr Zagorodny (118è)                     |

UCI Europa Tour
| Temporada | Classificació per equips | Millor ciclista en la classificació individual |
| --------- | ------------------------ | ---------------------------------------------- |
| 2006      | 99è                      | Raffaele Ferrara (22è)                         |
| 2007      | 38è                      | Volodymyr Zagorodny (66è)                      |
| 2008      | 21è                      | Francesco Reda (57è)                           |